# Javanxir da Albânia
Javanxir ou Juanxir (m. 669) foi o príncipe mirrânida da Albânia, governando de 637 a 669. Foi filho e sucessor de Varazes Gregório (r. 628–637).
Possuía direitos hereditários sobre o gavar de Gardamana, era o príncipe herdeiro e Asparapetes das ascares de Otena e Artsaque. O gavar de Cambisena, na margem esquerda do rio Cura, também estava sob seu domínio. No início de seu governo, travou uma luta vigorosa contra o domínio persa. Mais tarde, conduziu uma política flexível e manteve o território longe de conquistas. Ao mesmo tempo, manteve uma relação estreita com a Armênia. A fim de preservar a independência da região, ele fortaleceu a posição da Igreja Apostólica Armênia e protegeu-a das invasões do calcedonianismo e do Islão.
A cultura floresceu em Artsaque e Utique durante seu reinado. Moisés de Dascurã escreveu sua obra histórica por sua ordem. Foi assassinado numa conspiração no jardim do seu castelo em Partava, provavelmente pelas mãos dos arranxaíquidas que sofriam com os mirrânidas.
Por ocasião de sua morte, Davetaque, o Poeta escreveu Elegia sobre a morte do grão-príncipe Jevanxir (Ołbk῾ i mahn J̌ewanširi meci išxani), que é uma das obras-primas da poesia lírica armênia medieval.